# Bošovice
Bošovice (in tedesco Boschowitz) è un comune della Repubblica Ceca facente parte del distretto di Vyškov, in Moravia Meridionale.